# Географски обект
Географски обект е обект, свързан с определено местоположение на Земята.
Географските обекти могат да бъдат естествени, като планини, реки или вулкан, или изкуствени, като градове, пътища или язовири. Картографските обекти са абстрактни географски обекти без физическо присъствие на Земята, например паралелите и меридианите.